# Anita Rieder
Anita Rieder (* 9. Dezember 1962 in Wels) ist eine österreichische Sozialmedizinerin.

## Karriere
Anita Rieder promovierte 1989 an der Universität Wien zum Doktor der Medizin und schloss 1993 ihre Facharztausbildung als Sozialmedizinerin ab. Seit 1993 ist Rieder auch als Gesundheitspsychologin tätig. 1997 habilitierte sie im Fach Sozialmedizin und wurde im April 2000 zur Professorin für Sozialmedizin mit besonderer Berücksichtigung der Herzkreislauferkrankungen an der Medizinischen Universität Wien berufen. 1999 hatte Rieder Gastprofessuren an der University of Ottawa und 2002 an der Medizinischen Hochschule Hannover inne. Von 2007 bis 2015 war Rieder Curriculumsdirektorin für die Studienrichtung Humanmedizin und Leiterin der Curriculumskoordination im Department für Aus- und Weiterbildung der Medizinischen Universität Wien. Seit 2012 ist sie Leiterin des Zentrums für Public Health der Medizinischen Universität Wien.
Seit 1. Oktober 2015 ist sie Vizerektorin für Lehre an der Medizinischen Universität Wien.

### Mitgliedschaften
Rieder ist seit 2004 Vorstandsmitglied der Österreichischen Gesellschaft für Hypertensiologie und seit 2005 der Österreichischen Adipositasgesellschaft sowie der Österreichischen Gesellschaft für Ernährung. Ebenso war Rieder 1996 Gründungsmitglied des Frauenforums Medizin, wofür ihr 1997 der Jahrespreis der Medizinischen Universität Wien verliehen wurde. Rieder ist außerdem im Vorstand der Gesellschaft der Ärzte in Wien vertreten. Seit 2000 ist sie Mitglied des wissenschaftlichen Fachbeirates (und aktuell Vorsitzende) des Fonds Gesundes Österreich und des Wiener Frauengesundheitsprogrammes, des Wiener Landessanitätsrates, sowie seit 2002 des Obersten Sanitätsrates, des Beirates für das Wiener Frauengesundheitsförderungsprogramm, der Stadtplanungskommission in Wien für den Bereich Gesundheit und Mitglied im Kuratorium des Österreichischen Institutes für Familienforschung.
Seit 2005 ist Rieder Mitglied des Stiftungslehrstuhls System- und Versorgungsforschung an der Medizinischen Hochschule Hannover. 2005 und 2006 war sie als Vertreterin Österreichs Mitglied des Expertenkomitees zur Einbeziehung von Genderunterschieden in die Gesundheitspolitik des Europarates. Außerdem ist Rieder Mitglied der Taskforce for Public Health & Prevention der European Association for the Study of Obesity und im Kuratorium des Österreichischen Akademischen Austauschdienstes vertreten. Seit 2012 ist sie auch im Wissenschafts- und Forschungsrat des Landes Salzburg vertreten und seit 2013 Vorsitzende der Kommission Public Health des Obersten Sanitätsrats, der Arbeitsgruppe zur Gesundenuntersuchung und der Arbeitsgruppe Förderung von Frauenkarrieren in der Medizin sowie Mitglied des Fachbeirats des Österreichischen Bundesinstituts für Gesundheitswesen.
Darüber hinaus ist sie Mitglied des Wissenschaftlichen Beirats des oberösterreichischen Think Tanks ACADEMIA SUPERIOR – Gesellschaft für Zukunftsforschung.

### Auszeichnungen
1996 erhielt Anita Rieder den Otto-Loewi-Preis der Österreichischen Gesellschaft für Hypertensiologie und 1997 den Jahrespreis der Universität Wien für besondere Verdienste in der Frauenforschung. 2004 erhielt Rieder für die wissenschaftliche Leitung des Herz-Kreislauf-Präventionsprogrammes die Auszeichnung Ein Herz für Wien der Stadt Wien und 2008 das Goldene Ehrenzeichen der Wiener Ärztekammer. 2010 wurde Rieder mit dem Werner-Klein-Preis der Österreichischen Gesellschaft für Hypertensiologie ausgezeichnet. Im Oktober 2013 wurde sie außerdem mit dem Ehrenkreuz für Wissenschaft und Kunst ausgezeichnet.

## Publikationen
Anita Rieder veröffentlichte zwischen 2002 und 2011 etwa 160 wissenschaftliche Publikationen und ist Autorin oder Co-Autorin in über 50 Büchern.

### Wissenschaftliche Publikationen (Auswahl)
- Ingrid Kiefer, Peter Prock, Catherine Lawrence, John Wise, Wilfried Bieger, Peter Bayer, Theres Rathmanner, Michael Kunze, Anita Rieder: Supplementation with Mixed Fruit and Vegetable Juice Concentrates Increased Serum Antioxidants and Folate in Healthy Adults. In: Journal of the American College of Nutrition. Band 23, Nr. 3, 19. Juni 2004, doi:10.1080/07315724.2004.10719362 (englisch).
- Thomas Dorner, Anita Rieder: Risk management of coronary heart disease – prevention. In: Wiener Medizinische Wochenschrift. Band 154, Nr. 11–12, 1. Juni 2004, S. 257–265, doi:10.1007/s10354-004-0073-0 (englisch).
- Thomas Dorner, Theres Rathmanner, Monika Lechleitner, Robert Schlögel, Michael Roden, Kitty Lawrence, Franz Schwarz, Ingrid Kiefer, Michael Kunze, Anita Rieder: Public health aspects of diabetes mellitus – epidemiology, prevention strategies, policy implications: the first Austrian diabetes report. In: Wiener klinische Wochenschrift. Band 118, Nr. 17–18, 1. September 2006, S. 513–519, doi:10.1007/s00508-006-0666-2 (englisch).
- Ingrid Kiefer, Barbara Leitner, Rosemarie Bauer, Anita Rieder: Body weight: The male and female perception. In: Sozial- und Präventivmedizin. Band 45, Nr. 6, 1. November 2000, S. 274–278, doi:10.1007/BF01591690 (englisch).
- Thomas Dorner, Ingrid Kiefer, Michael Kunze, Anita Rieder: Gender aspects of socioeconomic and psychosocial risk factors of cardiovascular diseases. In: Wiener Medizinische Wochenschrift. Band 154, Nr. 17–18, 1. September 2004, S. 426–432, doi:10.1007/s10354-004-0094-8 (englisch).

### Bücher (Auswahl)
- Anita Rieder: Gender Medizin : geschlechtsspezifische Aspekte für die klinische Praxis. 2. Auflage. Springer, Wien 2008, ISBN 978-3-211-68289-0.
- Anita Rieder: Herz-Kreislauf-Erkrankungen in Wien. In: Statistische Mitteilungen zur Gesundheit in Wien. 1. Auflage. MA-L, Dezernat für Gesundheitsplanung, Wien Februar 2000.
- Anita Rieder: Frauen – das große Gesundheitsbuch. Neuestes Wissen von Frauen für Frauen. 1. Auflage. Wien, Kneipp 2005, ISBN 978-3-7088-0359-3.
- Ingrid Kiefer, Anita Rieder, Michael Kunze: Feine Gemüseküche : schützt vor: freien Radikalen, Krebs, Herz-Kreislauf-Erkrankungen. 1. Auflage. Kneipp, Wien 2004, ISBN 3-901794-96-4.
- Kristin Pelzl-Scheruga, Christine Kurz, Anita Rieder: So bleiben Frauen attraktiv : natürliche Anti-Aging-Methoden ; medizinische Möglichkeiten. 1. Auflage. Buchgemeinschaft Donauland [u. a.], Wien 2005.
- Ingrid Kiefer, Anita Rieder: So werden Frauen schneller schlank : frauenspezifische Wege aus der Diät-Falle. 1. Auflage. Buchgemeinschaft Donauland [u. a.], Wien 2005.
- Christine Kurz, Anita Rieder: So können Frauen Heilung finden : Behandlung von Frauenkrankheiten. 1. Auflage. Buchgemeinschaft Donauland [u. a.], Wien 2005.
- Christine Kurz, Anita Rieder: So können Frauen Hormone steuern : pro und kontra Hormonersatztherapie. 1. Auflage. Buchgemeinschaft Donauland [u. a.], Wien 2005.
- Anita Rieder, Wilhelm Stöckl: Wie Mann gesund bleibt: [schlank, vital, leistungsfähig]. 1. Auflage. Kneipp, Leoben / Wien 2004.
- Ingrid Kiefer, Anita Rieder: So essen Frauen gesund : Nährstoffe, die Frauen schützen. 1. Auflage. Buchgemeinschaft Donauland [u. a.], Wien 2005.